# سامسونج SPH-M900
سامسونج SPH-M900 (بالإنجليزية: Samsung SPH-M900)‏ هو هاتف ذكي من سامسونج يعمل بنظام أندرويد، تم طرحه في الأسواق في 1 نوفمبر 2009.

## الخصائص
- نظام التشغيل: أندرويد
- الكاميرا الخلفية: 3.2 ميجابكسل
- الشاشة: شاشة لمس 320 × 480 16 مليون لون
- الوزن: 161 غرام
- الذاكرة: 256 ميجابايت
- التخزين: 512 ميجابايت